# Nordkapp (Schiff, 1996)
Die Nordkapp ist ein Schiff der Reederei Hurtigruten ASA und fährt auf der Hurtigruten an der Küste Norwegens im Linienverkehr. Das nahezu baugleiche Schwesterschiff der Nordnorge ist nach dem Nordkap benannt, einem aus dem Eismeer aufragenden Schieferplateau auf der norwegischen Insel Magerøya.

## Geschichte

### Bau und Indienststellung
Die Nordkapp wurde auf der norwegischen Werft Kværner Ulsteinvik a.s. (Kleven Verft A/S) in Ulsteinvik am 24. November 1994 auf Kiel gelegt. Der Stapellauf fand am 18. August 1995 statt, die Ablieferung des fertiggestellten Schiffs an die Reederei Ofotens og Vesteraalens Dampskibsselskap A/S (OVDS) erfolgte am 23. März 1996. Am gleichen Tag wurde die Nordkapp von Königin Sonja von Norwegen getauft.

### Einsatz
Am 2. April 1996 nahm die Nordkapp den Liniendienst auf der Hurtigruten zwischen Bergen und Kirkenes auf.
Bis zur Indienststellung der Fram im Jahr 2007 wurden in den Winterhalbjahren seit 2005  auch Expeditions-Kreuzfahrten auf der Südhalbkugel, besonders in der Antarktis, durchgeführt. Im Jahr 2016 wurde die Nordkapp umfassend modernisiert und erhielt eine neue Innenausstattung im neuen arktischen Design, inspiriert vom arktischen Meer und der norwegischen Küstenlandschaft. Die Nordkapp besitzt ein Expeditionsteam, das Vorträge im Konferenzraum hält, Ausflüge begleitet und den Passagieren viel Wissenswertes über Orte und Landschaften entlang der Route vermittelt.

## Zwischenfall
Am 30. Januar 2007 lief die Nordkapp vor Deception Island in der Antarktis auf Grund. In der Nacht zum 1. Februar wurden die 294 Passagiere auf das Schwesterschiff Nordnorge evakuiert.

## Maschinenanlage und Antrieb
Die Nordkapp ist mit einer dieselmechanischen Antriebsanlage ausgestattet. Sie besteht aus zwei Sechszylinder-Viertakt-Dieselmotoren des Typs Krupp 6M552C, die über Lohmann Navilus GCK 755HP Reduktionsgetriebe und Wellenanlagen auf die beiden KaMeWa-Verstellpropeller wirken. Während der Fahrt erfolgt die Stromversorgung über zwei Wellengeneratoren. Darüber hinaus sind zwei zusätzliche Dieselgeneratoren, die von Achtzylindermotoren des Typs Ulstein KRG-8 angetrieben werden, sowie ein Notgenerator installiert. Zur Verbesserung der Manövrierfähigkeit bei niedrigen Fahrgeschwindigkeiten ist die Nordkapp mit je zwei Brunvoll-Querstrahlanlagen im Bug- und Heckbereich ausgerüstet.

## Ausstattung
Das 123 Meter lange Schiff bietet Platz für 691 Passagiere in 226 Kabinen und 481 Betten. 45 Stellplätze für Autos können über eine Laderampe an der Backbord-Seite erreicht werden.
Die Ausstattung des Schiffes ist von dem norwegischen Künstler Karl Erik Harr mitgestaltet worden. Zahlreiche Fotografien und Bilder an Bord zeigen die Geschichte der Hurtigruten.
- Deck 7: Panorama-Longue mit Bar, Multe-Bäckerei, Fitnessraum, Sonnendeck
- Deck 6: Brücke, Kabinen, zwei Whirlpools
- Deck 5: Kabinen, 6 Rettungsboote, Rettungsinseln, Freiluft-Balustrade
- Deck 4: Panorama-Restaurant Torget, à-la-Carte-Restaurant Kysten, Brygge-Bistro, Bibliothek, Spielzimmer, Anlaufstelle für Ausflüge, Souvenir- und Kleidungs-Shop, zwei Besprechungsräume
- Deck 3: Rezeption, Lobby, Gangway, Kabinen, öffentliche Wäscherei
- Deck 2: Kabinen, Autodeck, Krankenstation, Sauna
- Deck 1: Zugang nur für Besatzungsmitglieder

## Galerie

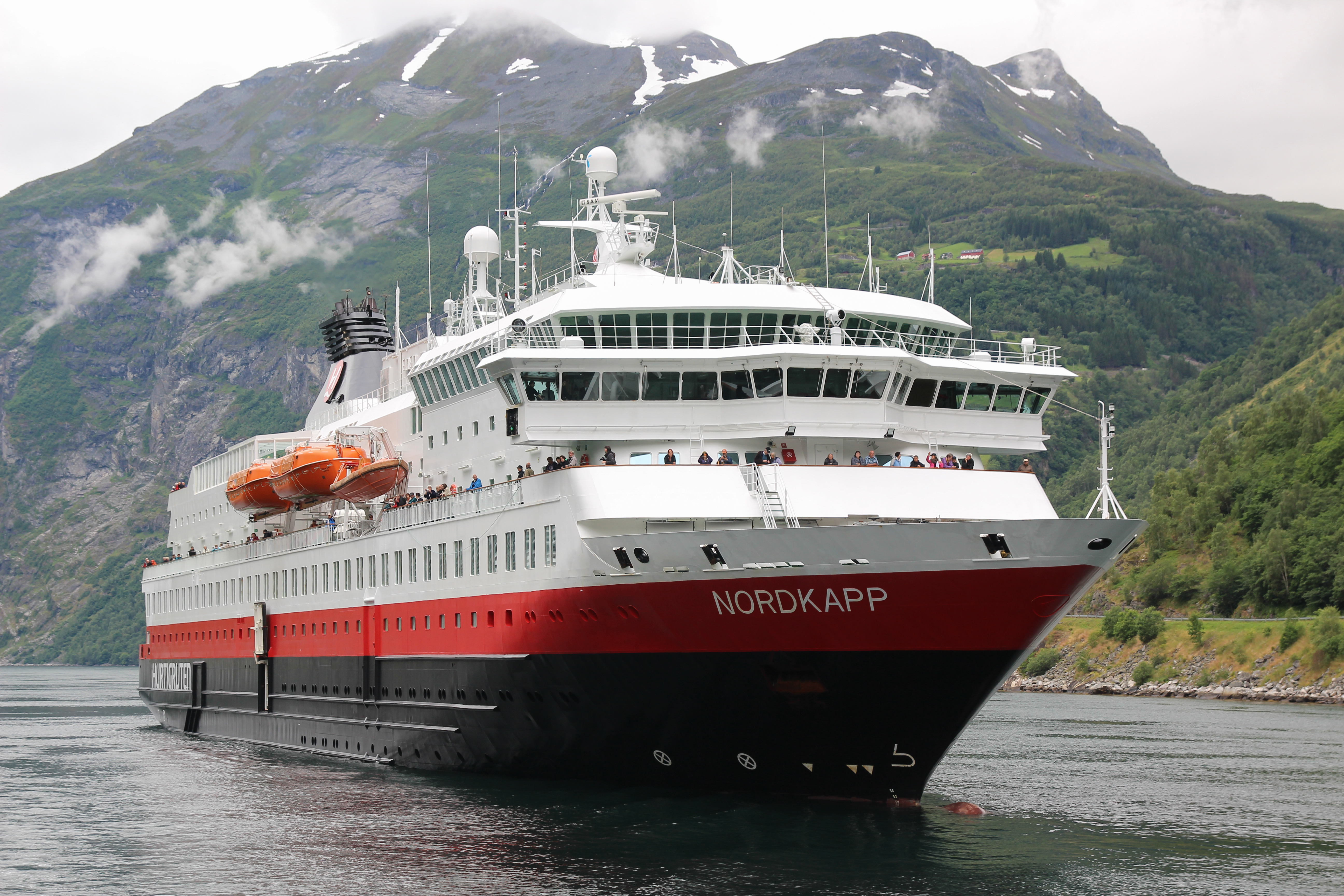
Nordkapp in Geiranger, Juli 2012
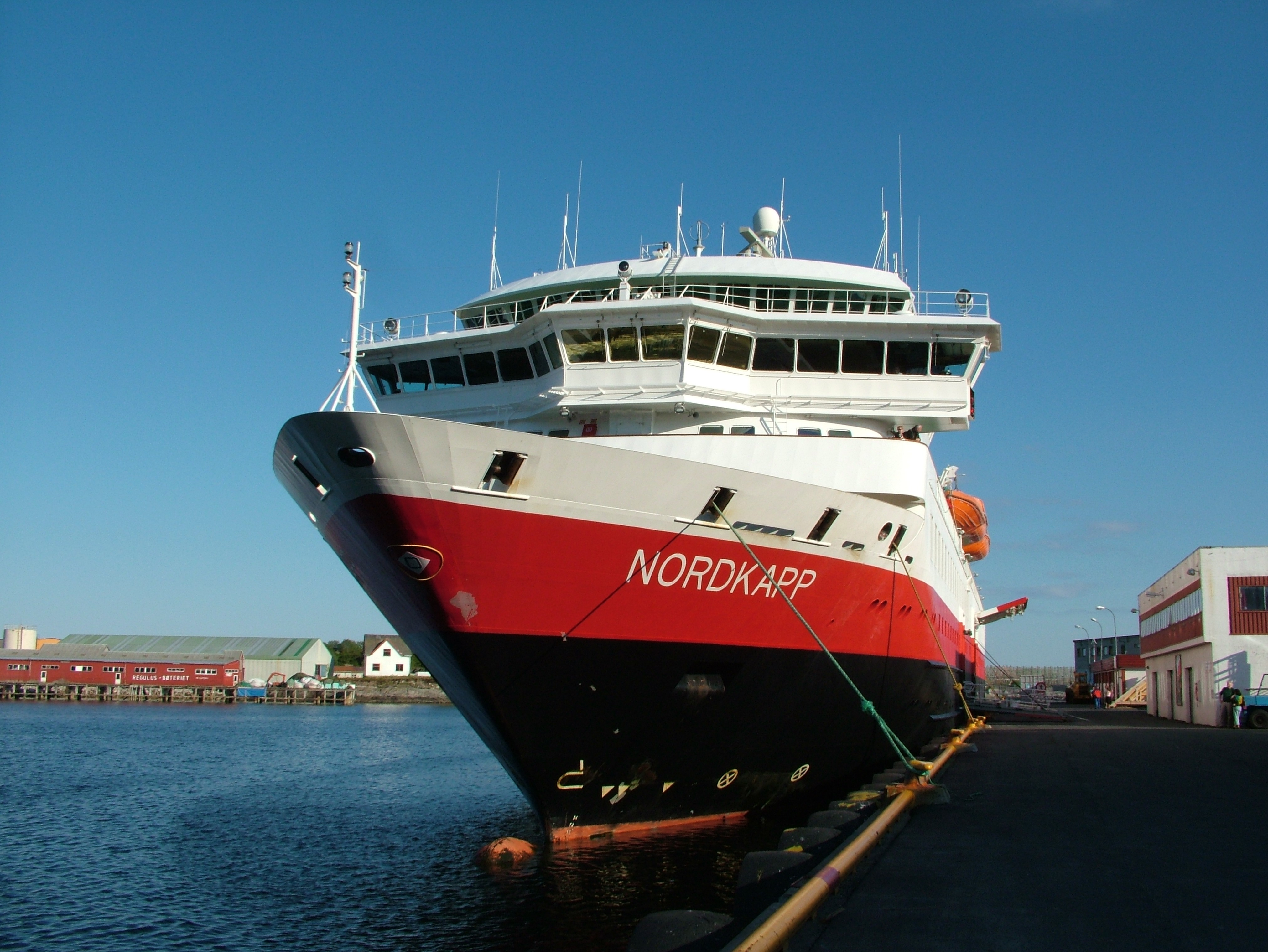
Nordkapp in Svolvaer auf den Lofoten
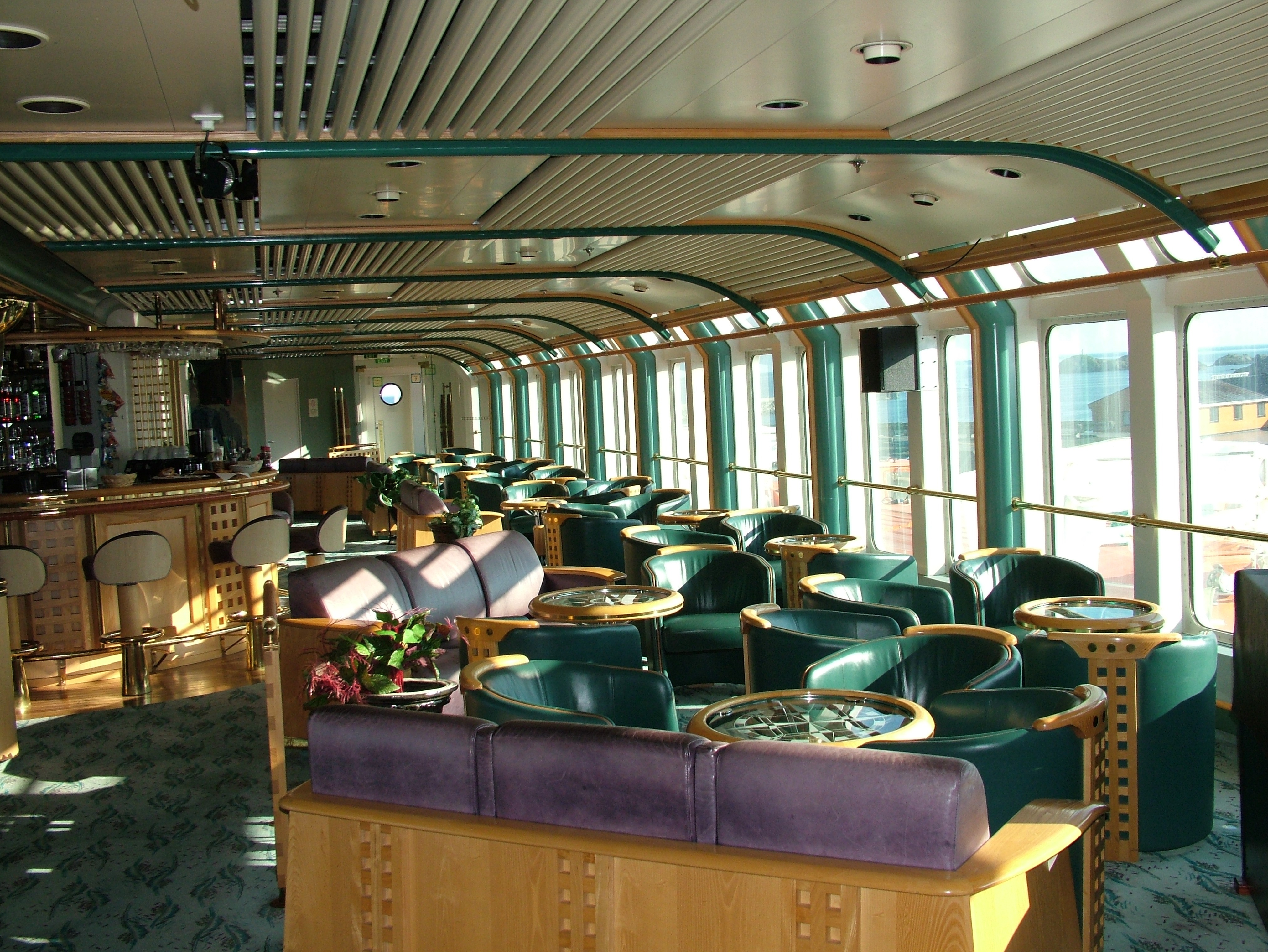
Bar auf der Nordkapp
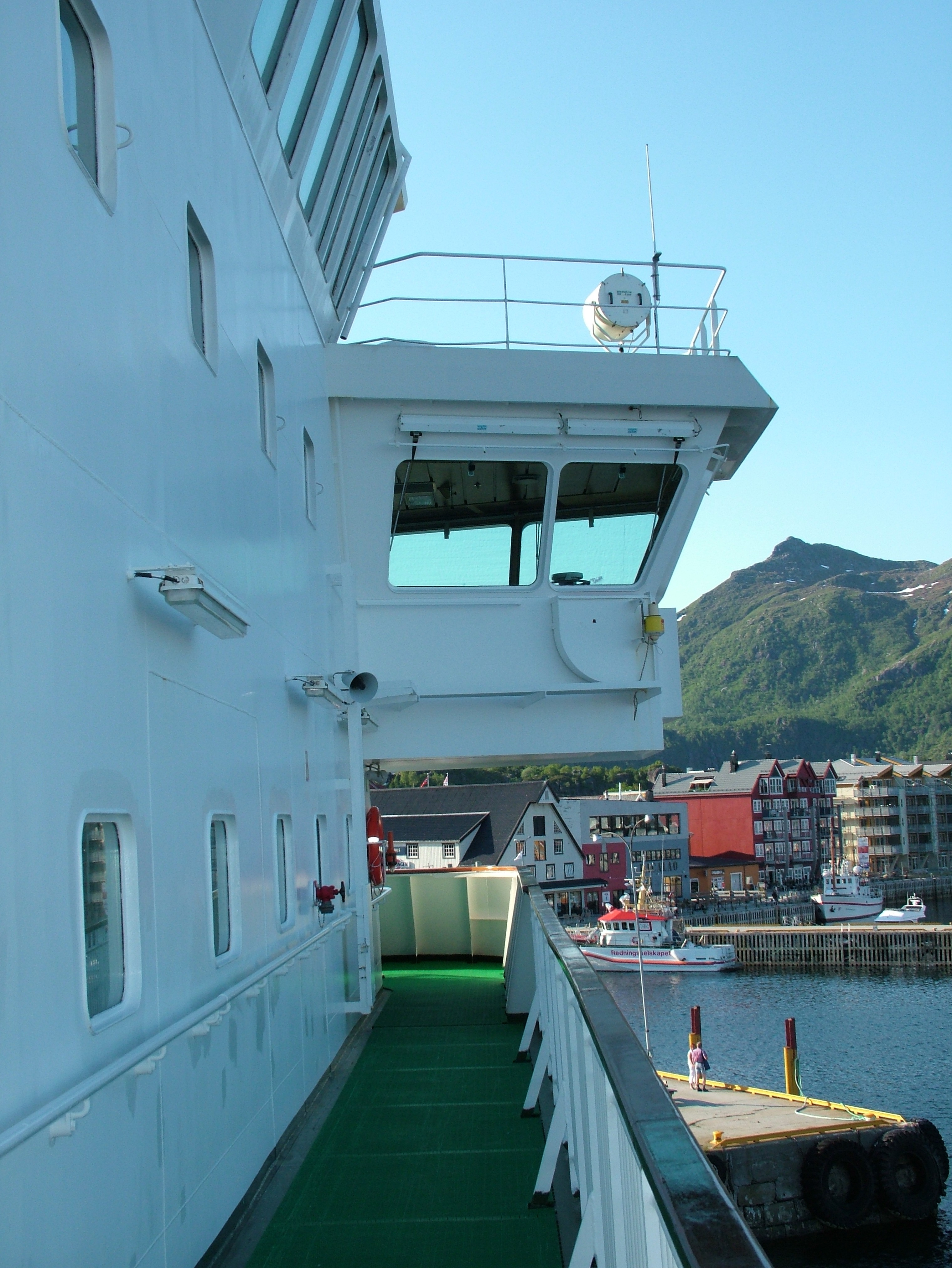
Steuerbord-Brückennock der Nordkapp
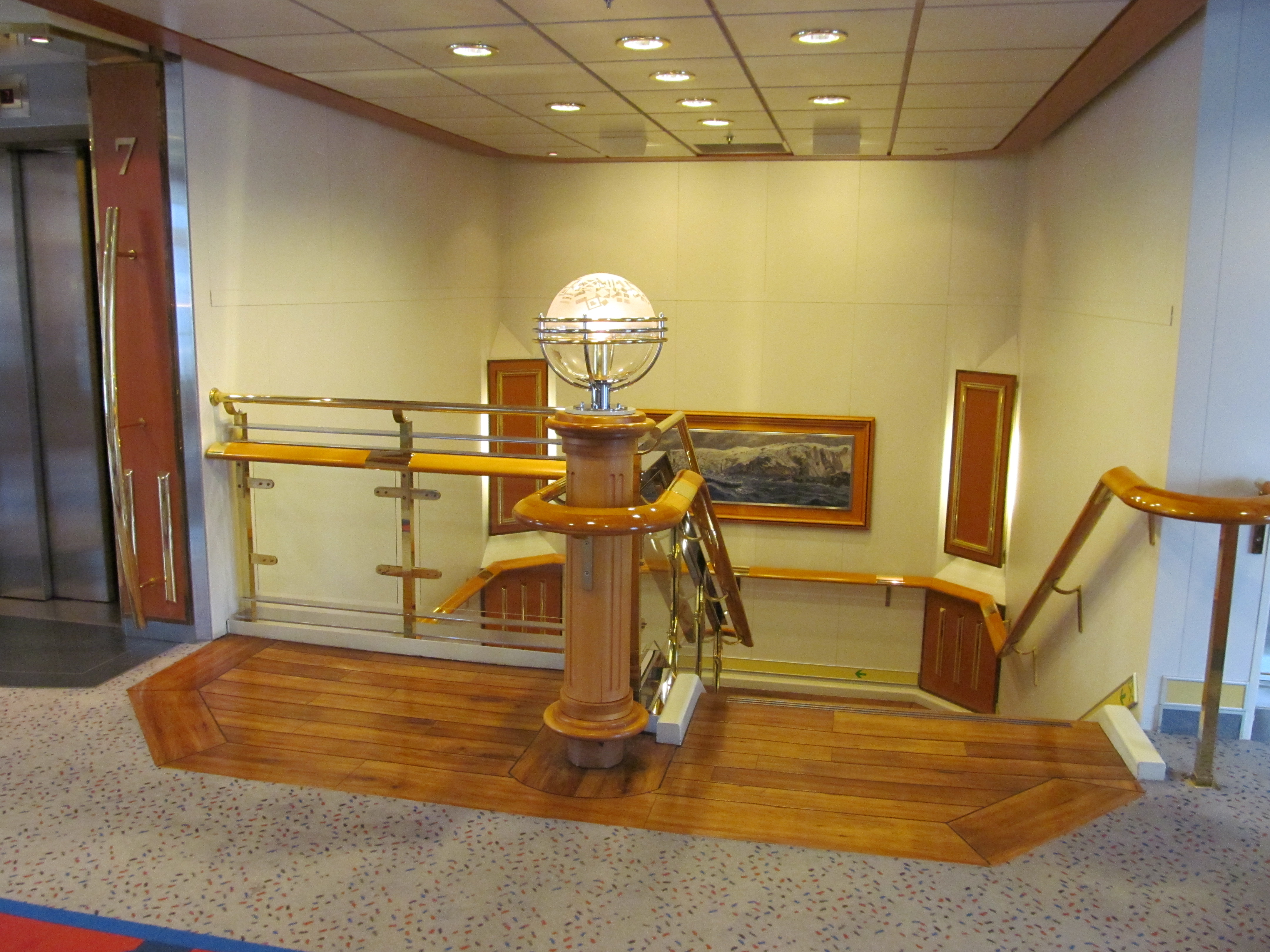
Nordkapp, Niedergang Deck 7